# ترئولیت

سولفید [https://www.chemistryworld.com/podcasts/iron-sulfides/3009164.article آهن

ترئولیت یا تریولیت یک کانی سولفید آهن کمیاب با فرمول ساده FeS است. این عضو انتهایی غنی از آهن از گروه پیروتیت است. پیروتیت دارای فرمول (۰٫۲ تا Fe(1-x)S (x = ۰ است که کمبود آهن دارد. از آنجایی که ترئولیت فاقد کمبود آهن است که به پیروتیت خاصیت مغناطیسی می‌دهد، ترئولیت غیر مغناطیسی است.
ترئولیت را می‌توان به عنوان یک ماده معدنی بومی روی زمین یافت، اما در شهاب سنگ‌ها، به خصوص شهاب سنگ‌هایی که از ماه و مریخ سرچشمه می‌گیرند، فراوان‌تر می‌باشد. این یکی از مواد معدنی یافت شده در نمونه‌های شهاب سنگی است که در ۱۵ فوریه ۲۰۱۳ در چلیابینسک به روسیه برخورد کرد. شدت نسبی ایزوتوپ‌های گوگرد در شهاب‌سنگ‌ها نسبت به کانی‌های زمین نسبتاً ثابت است، و بنابراین ترویلیت از شهاب سنگ Canyon Diablo به عنوان استاندارد بین‌المللی نسبت ایزوتوپ گوگرد، (Canyon Diablo Troilite (CDT انتخاب می‌شود.
شهاب سنگ‌های آهنی مبتنی بر آلیاژ FeNieCo حاوی عناصر هستند
مانند: P, S و C. وجود آنها منجر به تشکیل رسوب فسفیدهای آهن نیکل به شکل شرایبرزیت و رابدی و/یا سولفید آهن و ماشین آهن نیکل می‌شود.

## ساختار
ترئولیت ساختار شش ضلعی دارد (نماد پیرسون hP24، گروه فضایی P-62c No 190). سلول واحد آن تقریباً ترکیبی از دو سلول اصلی پیروتیت از نوع NiAs به صورت عمودی است که در آن سلول بالایی به صورت مورب جابجا شده‌است. به همین دلیل ترئولیت را گاهی پیروتیت-2C می‌نامند.
ترئولیت در کندریت‌ها ممکن است در اثر واکنش گاز سحابی با فلزی آهن، نیکل، یا متبلور شدن از ذوب Fe-Ni-S در کندرول‌ها یا در طی پردازش ثانویه در سیارک‌ها، زیر ~ ۶۵۰ کلوین متراکم شده باشد. اینکه آیا هر دانه فلزی در کندریت‌ها نشانه‌های سحابی را حفظ کرده‌است یا نه، سؤال برانگیز است زیرا گوگرد به راحتی در طول دگرگونی و شوک بسیج می‌شود.
]

## اکتشاف
سقوط یک شهاب سنگ در سال ۱۷۶۶ در آلبارتو، مودنا، ایتالیا مشاهده شد. نمونه‌ها توسط دومینیکو ترویلی جمع‌آوری و مورد مطالعه قرار گرفتند که آخالهای سولفید آهن را در شهاب‌سنگ توصیف کرد. این سولفیدهای آهن برای مدت طولانی به عنوان پیریت (به عنوان مثال FeS2) در نظر گرفته می‌شدند. در سال ۱۸۶۲، گوستاو رز، کانی‌شناس آلمانی، این ماده را تجزیه و تحلیل کرد و آن را به صورت استوکیومتری 1:1 FeS تشخیص داد و نام تروئیلیت را به رسمیت شناختن کار دومنیکو ترویلی به آن داد.

## وقوع
ترئولیت از شهاب‌سنگ‌های مختلفی با دابرلیت، کرومیت، اسفالریت، گرافیت و انواع کانی‌های فسفات و سیلیکات گزارش شده‌است. همچنین از سرپانتینیت در معدن آلتا، شهرستان دل نورته، کالیفرنیا و در نفوذهای آذرین لایه ای در غرب استرالیا، نفوذ Ilimaussaq در جنوب گرینلند، مجتمع Bushveld در آفریقای جنوبی و در Nordfjellmark، نروژ گزارش شده‌است. در رخداد آفریقای جنوبی و استرالیا با مس، نیکل، ذخایر سنگ آهن پلاتین همراه با پیروتیت، پنتلاندیت، مکیناویت، کوبانیت، والرییت، کالکوپیریت و پیریت همراه است.
ترئولیت در پوسته زمین بسیار نادر است (حتی پیروتیت در مقایسه با کانی‌های پیریت و سولفات آهن (II) نسبتاً کمیاب است). بیشتر ترئولیت‌های روی زمین منشأ شهاب سنگی دارند. یک شهاب سنگ آهنی، Mundrabilla حاوی ۲۵ تا ۳۵ درصد حجمی ترئولیت است. معروف‌ترین شهاب سنگ حاوی ترئولیت، کانیون دیابلو است. (Canyon Diablo Troilite (CDT به عنوان استاندارد غلظت نسبی ایزوتوپ‌های مختلف گوگرد استفاده می‌شود. استاندارد شهاب‌سنگ به دلیل ثابت بودن نسبت ایزوتوپی گوگرد در شهاب‌سنگ‌ها انتخاب شد، در حالی که ترکیب ایزوتوپی گوگرد در مواد زمین به دلیل فعالیت باکتری متفاوت است. به‌طور خاص، برخی از باکتری‌های کاهنده سولفات می‌توانند ۳۲ را کاهش دهند
SO2-
۴ ۱٫۰۷ برابر سریعتر از ۳۴
SO2-
۴، که ممکن است ۳۴ را افزایش دهد
S/32
نسبت S تا ۱۰٪.[۱۱]
ترئولیت رایج‌ترین کانی سولفیدی در سطح ماه است. حدود یک درصد از پوسته ماه را تشکیل می‌دهد و در هر سنگ یا شهاب سنگی که از ماه منشأ می‌گیرد وجود دارد. به‌طور خاص، تمام بازالتهایی که توسط ماموریت‌های آپولو ۱۱، ۱۲، ۱۵ و ۱۶ آورده شده‌اند، حاوی حدود ۱ درصد ترویلیت هستند.
ترویلیت به‌طور منظم در شهاب‌سنگ‌های مریخ (یعنی شهاب‌سنگ‌هایی که از مریخ سرچشمه می‌گیرند) یافت می‌شود. مشابه سطح ماه و شهاب‌سنگ‌ها، کسر تروئیل در شهاب‌سنگ‌های مریخ نزدیک به ۱ درصد است.
بر اساس مشاهدات فضاپیمای وویجر در سال ۱۹۷۹ و گالیله در سال ۱۹۹۶، تروئیل ممکن است در صخره‌های ماهواره‌های مشتری گانیمد و کالیستو نیز وجود داشته باشد. در حالی که داده‌های تجربی برای قمرهای مشتری هنوز بسیار محدود است، مدل‌سازی نظری درصد زیادی از ترئولیت (~۲۲٫۵٪) را در هسته آن قمرها فرض می‌کند.

## تکنیک‌های تحلیلی برای مشخصه یابی
ترکیب سولفید آهن (ترئولیت) استخراج شده از شهاب سنگ آهنی Sikhote-Alin IIAB برای ترکیب، ساختار و خواص مغناطیسی آن با استفاده از چندین تکنیک تحلیلی مکمل مانند: پراش سنجی اشعه ایکس پودر، میکروسکوپ الکترونی روبشی همراه با X-پراکنده انرژی مورد بررسی قرار گرفت. طیف‌سنجی پرتو، اندازه‌گیری‌های مغناطیسی، طیف‌سنجی رزونانس فرومغناطیسی و طیف‌سنجی 57Fe Mössbauer با وضوح بالا. تکنیک‌های اعمال‌شده به‌طور مداوم حضور داوبرئلیت (FeCr2S4) را به عنوان یک فاز اقلیت در کنار تروئیل مناسب (FeS) نشان داد. همان‌طور که توسط طیف‌سنجی 57Fe Mössbauer نشان داده شد، اتم‌های آهن در ترئولیت در ریزمحیط‌های مختلف مرتبط با ساختار FeS ایده‌آل یا ساختار Fe1-xS کمی کمبود آهن بودند. انتقال فاز ترئولیت بالاتر از دمای اتاق با طیف‌سنجی رزونانس فرومغناطیسی تشخیص داده شد. تجزیه و تحلیل جدیدی از طیف‌های ۲۹۵ و 90 K57Fe Mössbauer انجام شد و پارامترهای فوق‌ریز مرتبط با ساختار ایده‌آل ترئولیت با در نظر گرفتن جهت‌گیری میدان مغناطیسی فوق‌ریز در سیستم ویژه گرادیان میدان الکتریکی در هسته 57Fe تعیین شد.